# Kinkajmy
Kinkajmy (niem. Kinkeim) – osada w Polsce położona w województwie warmińsko-mazurskim, w powiecie bartoszyckim, w gminie Bartoszyce. W latach 1975–1998 miejscowość administracyjnie należała do województwa olsztyńskiego.
Wieś położona nad jeziorem Kinkajmy (Jezioro Kinkajmskie). We wsi znajduje się gimnazjum im. Mikołaja Kopernika.

## Historia
Wieś lokowana w roku 1444 na 24 włókach, jako majątek szlachecki. Szkoła powstała w XVIII w.
W pierwszej połowie XIX majątek był dzierżawiony przez rodzinę Kowalskich. W roku 1889 obejmował 425 ha.
W 1935 roku w szkole zatrudnionych było trzech nauczycieli i uczyło się 135 dzieci. W 1939 roku we wsi mieszkało 161 osób.
W roku 1983 był tu PGR. We wsi znajdowało się 18 domów i mieszkało 295 osób. W tym czasie w Kinkajmach funkcjonowała szkoła podstawowa, była świetlica, klub, kino z 50 miejscami, punkt biblioteczny, sklep wielobranżowy. Ulice miały oświetlenie elektryczne a wodociągi 1400 m długości.
Od 1 września 1999 roku funkcjonuje gimnazjum im. Mikołaja Kopernika. Przez pierwsze dwa lata mieściło się w tym samym budynku co szkoła podstawowa. W pierwszym roku rozpoczęło naukę 66 uczniów. Kadra pedagogiczna w tym czasie liczyła 11 nauczycieli. 